# INSAT-3A
O  INSAT-3A foi um satélite de comunicação e meteorológico geoestacionário indiano da série INSAT que esteve localizado na posição orbital de 93,5 graus de longitude leste, ele foi construído e também operado pela Organização Indiana de Pesquisa Espacial (ISRO). O INSAT-3A foi o terceiro satélite da série INSAT-3, após o INSAT-3B e o INSAT-3C. O satélite foi baseado na plataforma Insat-2/-3 Bus e sua vida útil estimada era de 12 anos. O INSAT-3A saiu de serviço em novembro de 2016.

## Lançamento
O satélite foi lançado com sucesso ao espaço no dia 9 de abril de 2003, às 22:52 UTC, por meio de um veículo Ariane 5G V160 a partir do Centro Espacial de Kourou, na Guiana Francesa, juntamente com o satélite Galaxy 12 da PanAmSat. Ele tinha uma massa de lançamento de 2.950 kg.

## Capacidade e cobertura
O INSAT-3A era equipado com 12 transponders em banda C, 6 em banda C estendidos e 6 em banda Ku para transmissão de áudio, vídeo e dados para a Ásia Ocidental, Ásia Oriental e Índia, aumentando a capacidade da INSAT para serviços de comunicação e meteorológicos.